# Estação Pontes Vieira
A Estação Pontes Vieira é uma estação de Veiculo Leve sobre Trilhos (VLT) localizada na Avenida Almirante Henrique Saboia (Via Expressa) na altura da Rua Vicente Leite, no bairro Dionísio Torres, em Fortaleza, Brasil. Faz parte da Linha Nordeste do Metrô de Fortaleza, administrado pela Companhia Cearense de Transportes Metropolitanos (Metrofor).
A estação atende partes do bairro Dionísio Torres e São João do Tauape, tendo em sua área de abrangência a Assembleia Legislativa do Estado do Ceará, o espaço Adahil Barreto do Parque do Cocó, importantes avenidas como a Via Expressa, Pontes Vieira (que da nome a estação), Senador Virgílio Távora e Desembargador Moreira, além de uma serie de instituições ligadas a área da saúde e educação, edifícios públicos, e edificações de uso residencial e comercial, garantindo a importância da localização da estação.

## Características
Estação de Superfície, com bilheterias ao nível do solo, rampa de acesso para pessoas portadoras deficiência, sistemas de sonorização. Com estrutura semelhante às demais estações, a plataforma de embarque e desembarque da estação ilha, no entanto, possui seu mobiliário todo localizado em seu eixo, garantindo um bom deslocamento por parte dos usuários nas duas extremidades da plataforma. Guarda-corpos também foram localizados nas extremidades da plataforma para garantir mais segurança, liberando apenas a área direta de embarque e desembarque.
A estação dispõe de elevadores, piso tátil, mapa tátil e avisos sonoros que garantem acesso e boa utilização do metrô a todos os cidadãos, incluindo aqueles que possuem alguma deficiência ou estão com mobilidade reduzida por qualquer razão. Além disso, as equipes presentes na estação – compostas por agentes de estação e vigilantes – recebem treinamento especializado para ajudar no embarque e desembarque desses passageiros, e estão sempre atentos para oferecer ajuda a quem necessitar.
É também garantido gratuidade às pessoas com deficiência que estejam dentro dos critérios legais para usufruir deste benefício. Para isso, é necessário apresentar, na estação, o Cartão Gratuidade Pessoa com Deficiência, emitido pela Empresa de Transporte Urbano de Fortaleza – Etufor.

## Acessos
Seguindo o padrão das demais estações, o acesso é feito através do bloco destinado para área para estacionamento de bicicletas, bilheteria, WCs e depósito. Neste caso, após a compra do bilhete, o usuário é conduzido através de um caminho determinado pela paginação do piso, até a passagem de nível que dá acesso à rampa e escada de entrada da plataforma de embarque e desembarque onde estão localizadas as cancelas eletrônicas de acesso.
A estação é equipada com uma passarela que permite ao usuário cruzar com segurança a Avenida Almirante Henrique Saboia, também conhecida como Via Expressa, possibilitando um meio de ligação entre a região da Avenida Pontes Vieira com a área do entorno do Parque Adahil Barreto.